# Atypophthalmus taoensis
Atypophthalmus taoensis là một loài ruồi trong họ Limoniidae. Chúng phân bố ở miền Australasia.